# Lindstrom Ridge
Lindstrom Ridge är en bergstopp i Antarktis. Den ligger i Östantarktis. Australien gör anspråk på området. Toppen på Lindstrom Ridge är 1 818 meter över havet, eller 34 meter över den omgivande terrängen. Bredden vid basen är 3,3 km.
Terrängen runt Lindstrom Ridge är platt åt nordväst, men åt sydost är den kuperad. Trakten är obefolkad. Det finns inga samhällen i närheten.